# (6086) Vrchlicky
(6086) Vrchlicky es un asteroide perteneciente al cinturón de asteroides, región del sistema solar que se encuentra entre las órbitas de Marte y Júpiter, descubierto el 15 de noviembre de 1987 por Zdeňka Vávrová desde el Observatorio Kleť, České Budějovice, República Checa.

## Designación y nombre
Designado provisionalmente como 1987 VU. Fue nombrado Vrchlicky en homenaje a Jaroslav Vrchlický, nacido Emil Frída, fue un poeta y uno de los escritores checos más prolíficos. Sus obras incluyen poesía lírica y épica, obras de teatro y traducciones checas de los principales escritores europeos.

## Características orbitales
Vrchlicky está situado a una distancia media del Sol de 2,721 ua, pudiendo alejarse hasta 3,180 ua y acercarse hasta 2,263 ua. Su excentricidad es 0,168 y la inclinación orbital 8,940 grados. Emplea 1640,25 días en completar una órbita alrededor del Sol.

## Características físicas
La magnitud absoluta de Vrchlicky es 12,3. Tiene 7,618 km de diámetro y su albedo se estima en 0,401. Está asignado al tipo espectral Sl según la clasificación SMASSII.